# لمپسس (تگزاس)
لمپسس، تگزاس(به انگلیسی: Lampasas, Texas) شهری در ایالت تگزاس از ایالات جنوبی ایالات متحده آمریکا است. در سرشماری سال ۲۰۰۰، جمعیت این شهر ۶۷۸۶ نفر اعلام شد.